# محيسن الجمعان
محيسن الجمعان 6 أبريل  1966، لاعب كرة قدم سعودي سابق، كان يلعب في النصر والمنتخب السعودي ويعتبر من أفضل اللاعبين في تاريخ المملكة العربية السعودية وكان يلعب في مركز الجناح الأيسر والهجوم. وهو أشهر مِن من حمل رقم 11 في الملاعب السعودية. اشتهر بلقب الكوبرا نظراً لتسديدات اللافة والتي تشابه جسم ثعبان الكوبرا.

## نجومية مبكرة
انضم في سن مبكرة لبراعم النصر وشارك في التدريبات وأجبرت مهاراته الفنية الراقية وسرعته الملفتة إداريي النصر على قيده في كشوف ناديهم ليمثل ناشئي وشباب الفريق في وقت واحد، وبعد عام طلبه الجهاز الفني المشرف على الفريق الأول لغرض الانضمام للتدريبات فانتزع مكانا له في خط الهجوم ولم يتنازل عنه بعد ذلك ومع أول ظهور له مع فريقه قدم أفضل العروض وأرقى المهارات.

## سرعة الانضمام للمنتخب
بعد أن شاهد المدرب الوطني الشهير خليل الزياني المستويات الرائعة للجمعان مع ناديه في المسابقات المحلية قرر ضمه على وجه السرعة للمنتخب السعودي الذي يستعد لخوض التصفيات النهائية المؤهلة لأولمبياد لوس أنجلوس عن قارة آسيا ومنح هذا النجم الصغير الفرصة كاملة وأعطاه الثقة ليكون بجانب ماجد عبد الله في خط هجوم الأخضر في أول اللقاءات أمام المنتخب النيوزلندي، وكان في مستوى الثقة وتمكن من إحراز أحد الأهداف الثلاثة الذي انتهى به اللقاء فكانت بداية موفقة له على الصعيد الدولي.

## تألق التصفيات الآسيوية
بعد خروج منتخبنا فائزاً أمام نيوزيلندا كبرت الآمال بتصدر فرق المجموعة الأولى وقطف بطاقة التأهل فتتابعت المباريات وجاء اللقاء الثاني أمام البحرين الذي انتهى بالتعادل بهدف لكلا الفريقين سجل للأخضر ثم مباراة الكويت الشهيرة التي تفوق بها المنتخب السعودي على شقيقه الكويتي 4-1 أحرز منها هدفين، وحان لقاء كوريا المصيري وهو بحاجة إلى تحقيق الفوز فقط للتأهل مباشرة للأولمبياد لأول مرة في تاريخ الكرة السعودية، فأبدع خلال تلك المباراة وسجل وصنع الأهداف لزملائه، وبعد هذه المباراة أطلقت الصحف الآسيوية لقب «الكوبرا» عليه، وشبهت أهدافه بلدغات الكوبرا، وفي هذه التصفيات أحرز (5) أهداف ساهمت في وصول الأخضر لأولمبياد لوس أنجلوس للمرة الأولى.

## كأس أمم آسيا 84
شارك المنتخب السعودي في كأس آسيا الثامنة وكان للجمعان بصمة واضحة في هذه البطولة، فقد أحرز هدفا لا ينسى في مرمى الكويت قبل نهاية المباراة بدقيقة واحدة من كرة داخل منطقة الجزاء سددها بقوة وبحرفة عالية، وبطريقة رائعة صوب المرمى الكويتي لدغ بها شباك سمير سعيد، فمنح هذا الفوز الكبير منتخبنا صدارة المجموعة.
والتأهل إلى دور الأربعة ومواجهة إيران والذي انتهى بركلات الترجيح ليصل منتخبنا للمباراة النهائية لكأس آسيا ويكسب المنتخب الصيني بهدفين دون مقابل ويحمل لقب سيد قارات العالم للمرة الأولى في تاريخه، وشارك الكوبرا مع المنتخب في عام 1988م ضمن كوكبة النجوم الذين حافظوا على اللقب القاري الذي تحقق في سنغافورة عام 1984م.

## اعتزاله
وفي شهر ربيع الآخر من عام 1421هـ أعلن اعتزاله اللعب بعد مشاركات عديدة وإنجازات رائعة في الملاعب الكروية محليا وخارجياً وقد جاء إعلان الرحيل عقب مؤتمر صحفي عقد في مقر نادي النصر حضره الأمير عبدالرحمن بن سعود وجمع غفير من رجال الإعلام والصحافة المحلية والخارجية.
وكانت مباراة اعتزاله بين المنتخب السعودي ونادي النصر على ملعب الأمير فيصل بن فهد بالرياض وسط حضور جماهيري كبير. علماً أن آخر لقاء رسمي لعبه مع النصر كان في تاريخ 28/1/1421هـ أمام فريق الاتحاد ضمن منافسات الدوري على استاد الأمير عبد الله الفيصل بجدة.

## نقاط من مسيرته
- أول مباراة رسمية كانت أمام الاتفاق في الدوري المشترك في 30/03/1402هـ بالدمام.
- أول مباراة له أمام العربي من عنيزة وفاز النصر بها 2-0 سجلهما وكان اللقاء ودياً.
- أول من أعطاه الضوء الأخضر هو المدرب المصري محمود أبو رجيلة عام 1402هـ في الدوري المشترك.
- أول من أعطاه الفرصة لتمثيل المنتخب المدرب الوطني خليل الزياني.
- صاحب أول هدف سعودي في نهائيات كأس العالم في موسكو للشباب عام 1985م أمام أيرلندا.
- أول هدف له مع المنتخب كان أمام منتخب نيوزلندا عام 1984م ضمن التصفيات المؤهلة إلى لوس انجلوس.
- أول مباراة خارجية له على مستوى النادي كانت أمام السد القطري وكان حينها ضمن شباب النادي وذلك في 19\12\1401هـ.
- أول كأس يحمله وهو كابتن للفريق كأس الأمير فيصل بن فهد يرحمه الله عام 1418هـ.
- أول لاعب سعودي يقود فريقه إلى نهائيات كأس العالم للأندية عام 2000م التي أقيمت في البرازيل.
- اكتشفه المدرب الوطني عبد الحميد السيكا، وقدمه للمنتخب خليل الزياني.
- يعد اصغر لاعب سعودي يمثل المنتخب الأول عام 1984م وعمره لم يتجاوز الـ (17) عاما ومثل جميع المراحل السنية للمنتخبات السعودية.
- شارك في (3) نهائيات عالمية كأس العالم للشباب عام 1985م بموسكو واولمبياد لوس انجلوس 1984م وبطولة أندية العالم في البرازيل 2000م.
- أشهر المدربين الذين اشرفوا على تدريبه ماريو زاجالو، وكارلوس البرتو، وهنري ميشيل، وبنييف، وبوتشينك، وميلان.

## بطولاته مع النصر
- كأس الملك للأعوام 1406ـ 1407 -1410هـ
- الدوري الممتاز 1409هـ.
- كأس دوري خادم الحرمين الشريفين عامي 1414 -1415هـ.
- كأس مجلس التعاون الخليجي للأندية عامي 1416 - و1417هـ.
- كأس الأمير فيصل بن فهد عام 1418هـ.
- كأس الكؤوس الآسيوية عام 1418هـ.
- بطولة السوبر الآسيوية عام 1419هـ.

## بطولاته مع المنتخب
- تحقيق كأس أمم آسيا 1984م.
- تحقيق كأس أمم آسيا 1988م.

## رصد كامل لمشاركاته مع النصر
- عام 1402 مثل في 13 مباراة وأحرز 6 أهداف.
- عام 1403 مثل في 24 مباراة وأحرز هدفين.
- عام 1404 مثل في 25 مباراة وأحرز 16 هدفاً.
- عام 1405 مثل في 9 مباريات وأحرز 4 أهداف.
- عام 1406 مثل في 16 مباراة وأحرز 6 أهداف.
- عام 1407 مثل في 27 مباراة وأحرز 11 هدفاً.
- عام 1408 مثل في 13 مباراة وأحرز 4 أهداف.
- في عام 1409 مثل في 31 مباراة أحرز 5 أهداف.
- في عام 1410 مثل في 20 مباراة وأحرز 8 أهداف.
- في عام 1411 مثل في 38 مباراة وأحرز 8 أهداف.
- في عام 1412 مثل في 22 مباراة وأحرز 3 أهداف.
- في عام 1413 مثل في 4 مباريات وأحرز هدفاً.
- في عام 1414 مثل في 11 مباراة وأحرز 3 أهداف.
- في عام 1415 مثل في 22 مباراة وأحرز 3 أهداف.
- في عام 1416 مثل في 35 مباراة وأحرز 10 أهداف.
- في عام 1417 مثل في 22 مباراة وأحرز 13 هدفاً.
- في عام 1418 مثل في 26 مباراة وأحرز 5 أهداف.
- في عام 1419 مثل في 18 مباراة وأحرز هدفاً.
- في عام 1420 مثل في 30 مباراة وأحزر 12 هدفاً.

## الحياة الشخصية
محيسن هو والد اللاعب عبد العزيز الجمعان.

## وصلات خارجية
- محيسن الجمعان على موقع الاتحاد الدولي (مؤرشف)  (الإنجليزية)
- محيسن الجمعان على موقع ناشيونال فوتبول تيمز (الإنجليزية)
- محيسن الجمعان على موقع عالم كرة القدم.نت (الإنجليزية)
- محيسن الجمعان على موقع أوليمبيديا (الإنجليزية)
- فيلم وثائقي عن اللاعب على يوتيوب
- صاحب القميص رقم 11 حقق 11 بطولة للنصر في 18 عاماً